# 豊澤酒造
豊澤酒造株式会社（とよさわしゅぞう）は、かつて存在した日本の酒造会社。灘五郷に所在していた。
清酒『酒豪』を擁する。1868年（明治元年）に大阪で酒卸業を創業。1887年から酒造業に進出。蔵は神戸市東灘区魚崎南町にあったが1995年の阪神・淡路大震災で被災、1997年12月に福壽酒造とともに神戸酒心館を設立した。
なお「酒豪」は大関にブランドを譲渡している。